# Butch Reynolds
Harry Butch Reynolds (Akron, Estados Unidos, 8 de junio de 1964) es un atleta estadounidense retirado, especializado en la prueba de 400 metros. Tuvo el récord mundial de su prueba durante once años y en la actualidad sigue teniendo el del relevo 4 x 400 metros.

## Carrera deportiva
En el Mundial de Roma 1987 ganó la medalla de oro en los relevos 4 × 400 metros, con un tiempo de 2:57.29 segundos que fue récord de los campeonatos, llegando a la meta por delante de Reino Unido y Cuba, siendo sus compañeros de equipo: Roddie Haley, Antonio McKay y Danny Everett.
El 17 de agosto de 1988 batió el récord mundial en Zúrich con una marca de 43:29. Ese mismo año ganó la medalla de oro en los Juegos Olímpicos de Seúl en el 4 × 400, pero tuvo que conformarse con la plata en la prueba individual.
En 1990 fue sancionado durante dos años por dopaje. Reapareció en el Campeonato Mundial de Atletismo de 1993, en Stuttgart, donde nuevamente fue segundo en la prueba individual. Sin embargo, en los relevos 4 × 400 volvió a ganar el oro con un tiempo de 2:54:29, tiempo que es desde entonces el récord mundial. Reynolds compartió equipo con Andrew Valmon, Quincy Watts y Michael Johnson.
En el Campeonato Mundial de Atletismo de 1995, celebrado en Gotemburgo, ganó la plata en los 400 metros, llegando a meta tras Michael Johnson, y ganó por tercera vez el oro en el relevo 4 × 400.
Llegaba a los Juegos Olímpicos de Atlanta 1996 en gran forma, después de haber vuelto a bajar de los 44 segundos en el 400 m, lo que no lograba desde 1988, el año de su récord mundial. Sin embargo, sufrió una lesión en las semifinales que le apartó de la final y tampoco pudo participar en el relevo. Esta fue la última gran competición internacional de Reynolds, que se retiró en el año 2000.